# 甘布爾號驅逐艦 (DD-123)
甘布爾號驅逐艦（舷號DD-123）是一艘美國海軍建造的驅逐艦，為維克斯級驅逐艦的49號艦。她是美軍第一艘以甘布爾為名的軍艦，以紀念1812年戰爭時期的海軍軍官約翰·甘布爾（John Gamble）及彼得·甘布爾（Peter Gamble）兄弟。
甘布爾號在1917年於紐波特紐斯造船廠開始建造，在1918年下水服役，其時第一次世界大戰已經結束。接著甘布爾號分別在大西洋及太平洋執勤，於1922年退役。1930年甘布爾號重新服役，並改裝為佈雷艇，留在太平洋作訓練用途，直到1937年再次退役。第二次世界大戰爆發後，甘布爾號再次服役，並調到珍珠港。日本偷襲珍珠港時，甘布爾號正在港外，隨即為附近的企業號航空母艦提供反潛掩護。稍後甘布爾號先後參與瓜島戰役（擊沉日本伊號-123潛艇）、所羅門群島戰役及新畿內亞戰役及硫磺島戰役。1945年甘布爾號在硫磺島外遭日軍飛機擊傷而要維修，未再返回戰場。1945年6月甘布爾號退役，在1946年除籍，並於關島外海鑿沉。
甘布爾號在第二次世界大戰共獲七枚戰鬥之星。